# Ерчек
Ерчек (Ерчек-Гель, Ерчек-гелю; тур. Erçek Gölü, вірм. Արճակ լիճ [Арчак ліч]}}тур. Erçek Gölü, вірм. Արճակ լիճ [Арчак ліч]) — гірко-солоне озеро в центральній частині іля Ван на сході Туреччини, розташовується на Вірменському нагір'ї в 18 кілометрах на північний схід від міста Ван.
Озеро розташоване на висоті 1803 метрів над рівнем моря, має площу 95,2 км². Довжина — 14 км, ширина — 9 км. Найбільша глибина — 30 м.
Солоність води в озері Ерчек дуже велика, у зв'язку з чим там не живе риба.